# Fiat CR.32

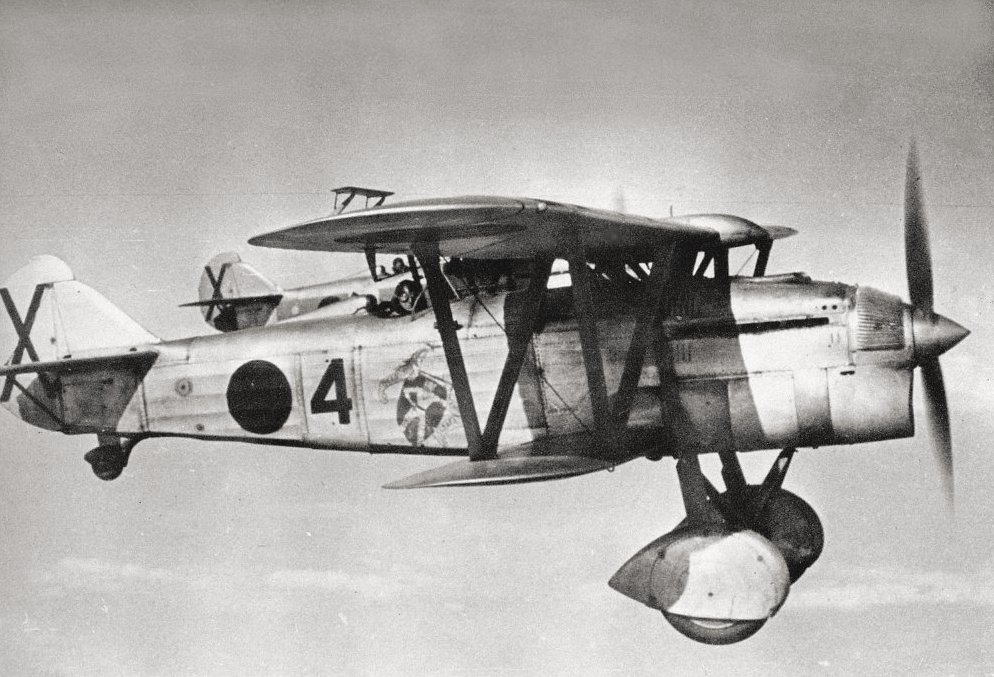
Fiat CR.32 (1937)

De Fiat CR.32 was een Italiaans gevechtsvliegtuig (tweedekker), die gebruikt werd in de Spaanse Burgeroorlog en de Tweede Wereldoorlog.
Hij was compact, robuust en zeer wendbaar. De Italiaan Pattuglie Acrobatiche gaf in heel Europa indrukwekkende optredens met dit vliegtuig. De CR.32 zag actie in Noord- en Oost-Afrika, Albanië en in mediterrane gebied. De CR.32 is actief geweest in de luchtmachten van China, Oostenrijk, Hongarije, Paraguay en Venezuela. Door veelvuldig gebruik in de Spaanse Burgeroorlog kreeg de CR.32 een van de beste reputaties onder de gevechtsvliegtuigen (tweedekker). Later werd het vliegtuig ingehaald door ontwerpen van eendekkervliegtuigen en was in 1939 verouderd.